# Open interest
Open Interest (deutsch etwa: „offenes Interesse“ oder „offene Kontrakte“) bezeichnet in der Finanzwirtschaft die Gesamtzahl aller noch offenen Terminkontrakt- oder Optionspositionen an einem bestimmten Handelstag.
Es handelt sich dabei um Kontrakte, die noch nicht durch ein Gegengeschäft geschlossen oder durch Lieferung bzw. Ausübung erfüllt wurden.

## Entwicklung des Open Interest
Das Open Interest verändert sich in Abhängigkeit von der Handelsaktivität:
- Es steigt, wenn Käufer und Verkäufer jeweils eine neue Position eingehen (z. B. Käufer eröffnet Long-Position, Verkäufer eröffnet Short-Position).
- Es bleibt unverändert, wenn eine Partei eine neue Position eröffnet und die andere eine bestehende Position schließt.
- Es sinkt, wenn beide Parteien bestehende Positionen schließen.

## Bedeutung
Das Open Interest dient als Indikator für die Marktaktivität und Liquidität eines bestimmten Terminkontrakts.
Ein steigendes Open Interest bei gleichzeitiger Preisbewegung gilt häufig als Bestätigung des Trends, während ein fallendes Open Interest als Hinweis auf eine nachlassende Marktteilnahme interpretiert wird.